# العرق والصحة في الولايات المتحدة
تشير بحوث العرق والصحة في الولايات المتحدة إلى تفاوت الرعاية الصحية بين المجموعات العرقية / الإثنية المختلفة. توجد اختلافات في الصحة العقلية والجسدية بين كل المجموعات العرقية المعترف بها في التعداد السكاني، ولكن هذه الاختلافات تنبثق من عوامل تاريخية وعوامل حديثة تتضمن علم الوراثة وعوامل الحالة الاجتماعية الاقتصادية والعنصرية. أثبتت البحوث أن مختصي الرعاية الصحية يتعاملون مع مرضاهم بـ«تحيز ضمني».
تنتشر بعض الأمراض في مجموعات عرقية محددة أكثر من غيرها، ومن ثم يختلف متوسط الأعمار. يسلط هذا المقال الضوء على بعض العوامل التاريخية الاجتماعية التي تؤثر على صحة الجماعات الصغيرة المتنوعة في الولايات المتحدة. تُعد مسألة العرق والصحة في الولايات المتحدة من المجالات التي دُرِست عدة مرات، لكن أسباب التباين في النتائج ما تزال قيد التفسير واكتشاف المزيد.

## متوسط العمر المتوقع
شهد القرن العشرون اتساعًا كبيرًا في الحدود العليا لامتداد حياة الإنسان، إذ إن متوسط العمر في بداية القرن العشرين كان 47. ارتفع متوسط العمر المتوقع إلى أكثر من 70 سنة في نهاية القرن العشرين، ولم يكن غريبًا أن يعمر الأمريكيون حتى 80 سنة. على الرغم من زيادة طول العمر لدى سكان الولايات المتحدة كثيرًا، فإن الاختلافات العرقية استمرت. إذ يقل متوسط عمر الأمريكيين الأفارقة عند الولادة دائما من خمس إلى سبع سنوات مقارنةً بالأمريكيين الأوروبيين.
تركز الغالبية العظمى من الدراسات على الفروقات بين العرق الأبيض والأسود ولكن الأدبيات متسارعة النمو تصف التنوع في الوضع الصحي للسكان الذين يزداد تنوع أعراقهم في أمريكا. يعيش الأمريكيون الآسيويون اليوم حياة أطول (87.1 سنة)، يليهم اللاتينيون (83.3 سنة)، ثم البيض (78.9 سنة)، ثم الأمريكيون الأصليون (76.9 سنة)، ثم الأمريكيون الأفارقة (75.4 سنة). يلعب تجمُّع الناس الذين يشتركون في العرق والدخل دورًا مهمًا في تحديد هل من المحتمل أن يموتوا صغارًا. كشفت دراسة -أُجريت في 2001- عن وجود اختلافات في متوسط العمر لدى المجموعات العرقية الأقل تعليمًا.

## أمراض محددة
الأمراض المتنوعة موثقة جيدًا في الأقليات السكنية مثل الأمريكيين الأفارقة والأمريكيين الأصليين واللاتينيين. عند المقارنة مع الأمريكيين الأوروبيين والأمريكيين الآسيويين، نجد أن لدى هذه الأقليات نسبة أكبر للإصابة بالأمراض المزمنة ومعدلات الوفيات ونتائج صحية أضعف.
لدى الأقليات أيضًا معدلات أعلى من الإصابة بالأمراض القلبية الوعائية، وفيروس نقص المناعة البشرية / الإيدز، ومعدلات وفاة أكبر عند الرضع مقارنة بالبيض. قد تظهر المجموعات الإثنية في الولايات المتحدة معدلات عالية من الاختلافات في الإصابة بالأمراض وخطورتها وتقدمها والاستجابة لها وعلاجها.
- لدى الأمريكيين الأفارقة معدلات وفاة أعلى من أي عرق أو مجموعة إثنية، إذ يحرزون 8 من أكثر 10 مسببات للوفاة.[9] يصل معدل الإصابة بالسرطان بين الأمريكيين الأفارقة إلى أكثر من الأميركيين الأوروبيين بنسبة 10%.[10]
- لدى الأمريكيين اللاتينييين معدلات وفاة ناتجة عن داء السكري وأمراض الكبد والأمراض المعدية أعلى من غير اللاتينيين.[11]
- لدى البالغين الأمريكيين الأفارقة واللاتينيين نحو ضعف خطورة الإصابة بداء السكري لدى الأمريكيين الأوروبيين.[10]
- لدى الأمريكيين الآسيويين احتمالية إصابة بداء السكري تصل إلى 60% بالمقارنة مع الأمريكيين الأوروبيين، حتى إن احتمالية الإصابة تكون رغم مؤشر كتلة الجسم المنخفض والأوزان المنخفضة. ويعَد الجنوب آسيويون تحديدًا الأكثر عرضة للإصابة بداء السكري، إذ تقدَّر نسبة الإصابة بالمرض لديهم بأربعة أضعاف مقارنةً بالأمريكيين الأوروبيين.[12][13][14][15]
- يعاني الأمريكيون الأصليون معدلات أعلى من الإصابة بداء السكري والسل والالتهاب الرئوي والإنفلونزا وإدمان الكحول مقارنةً بباقي سكان الولايات المتحدة.[16] افتُرض أن تباين الإصابة بداء السكري وأمراض القلب والأوعية الدموية مرتبط بمعدلات نوم شبه مثالية لديهم.[17][18]
- يموت الأمريكيون الأوروبيون بسبب أمراض القلب والسرطان أكثر من الأميركيين الأصليين أو الأمريكيين الآسيويين أو الهسبان.[9]
- لدى الأمريكيين البيض معدلات أعلى من الإصابة بالورم الميلانيني في الجلد أو بسرطان الجلد أكثر من أي عرق / إثنية في الولايات المتحدة. وصلت معدلات الإصابة في عام 2007 بين الذكور إلى 25/100,000 شخصًا، على الجانب الآخر تتربع تِلوهم المجموعتان العرقيتان (الهسبان والأصليون)، إذ بلغ معدل الإصابة 5/100,000 شخصًا تقريبًا.[19]
- لدى الأمريكيين الآسيويين معدلات خطورة أعلى للإصابة بالتهاب الكبد وسرطان الكبد والسل وسرطان الرئة.[20] تعاني المجموعة الفرعية من الأميركيين الفلبينيين مخاطر صحية تشبه تلك التي يعانيها الأمريكيون الأفارقة والأمريكيون الأوروبيون سويًا.[21]

وفقًا لمعهد الصحة الوطنية، يميل الأمريكيون الأفارقة للإصابة بداء السكري. يصيب داء السكري من النمط الثاني البالغين متوسطي العمر عادةً. تؤثر السمنةُ أو التاريخ العائلي في ذلك. على مدى آخر 30 عامًا في الولايات المتحدة «تقاربت نسبة الإصابة بداء السكري من النوع الثاني لدى البالغين السود ضعف النسبة لدى البالغين البيض». إلى جانب هذه المفارقة بين كون الفرد أبيض أو أسود فحسب، ثمة هامش كبير للمقارنة بين النساء البيضاوات والسوداوات.
يمكن العثور على فقر الدم المنجلي أكثر عند المنحدرين من مناطق كالبحر المتوسط وإيطاليا وتركيا واليونان بالإضافة إلى أفريقيا ومناطق من أمريكا الجنوبية ووسطها. يؤثر المرض في كيفية نقل الأكسجين إلى خلايا الدم الحمراء، وغالبًا يشخَّص المرض في سن صغيرة، ويُكتشف عند تشخيص فقر الدم.
وجد مؤلفو دراسة أُجريت على التمييز العنصري وصحة الأسنان في الولايات المتحدة في عام 2019 أن «التأثير العاطفي التمييز العنصري» خلص إلى زيارات أقل لأطباء الأسنان.

## الانتقادات
جادل بعض الباحثين في في الفهم الجيني للاختلافات الصحية العرقية في الولايات المتحدة مقترحين وجود جينات محددة تعَرّض الأفراد لأمراض محددة. لكن اعتراف مكتب تعداد الولايات المتحدة بالعرق فئةً اجتماعيةً لا بيولوجيةً يوجب فهمًا اجتماعيًا لأسباب التفاوتات الصحية. بالإضافة إلى ذلك، تعقِّد خيارات «العرق» و«الإثنية» -المقيَّدة في بيانات مكتب تعداد الولايات المتحدة- خلاصةَ نتائجهم.
يتضح هذا الإشكال بمثال على الذين يعرفون أنفسهم بأنهم ينحدرون من أسلاف هسبان / لاتينيين، ومزيج قوقازي، وأمريكيين أصليين، وأفريقيين. على الرغم من أن بعض الدراسات تتضمن ذلك بصفته «عرقًا»، فإن عدة جهات -مثل مكتب تعداد الولايات المتحدة- لا تعتمد ذلك؛ ما يدفع أعضاء هذه المجموعة إلى زج أنفسهم بين الفئات العرقية المذكورة والاختيار من بينها عند تصنيف أنفسهم، حتى وإن لم يكونوا كذلك. بالإضافة إلى ذلك، على الأفراد مزدوجي العرق أو متعددي الأعراق أن يختاروا فئة واحدة لتصنيف أنفسهم، ما يحُد من قدرة العديد من الأمريكيين على اختيار فئة التعداد التي تتوافق معهم حقًا. يشير عدم قدرة العديد من الأفراد للتعريف عن أنفسهم بشكل كامل في فئة واحدة من التعداد إلى ضرورة تفسير الاختلافات الصحية ثقافيًا وتاريخيًا واجتماعيًا اقتصاديًا بدلًا من التفسير البيولوجي.